# Комісія правди і примирення
Комісія правди і примирення (англ. Truth and Reconciliation Commission) — комісія в Південно-Африканській Республіці, котра займалася розслідування злочинів з політичних мотивів в період апартеїду. Діяльність комісії була розгорнута в 1996 і завершена в 1998 році. Ініціатором комісії виступила Африканський Національний Конгрес і тодішній міністр юстиції Омар Абдалла.
Жертвам апартеїду було запропоновано дати свідчення проти грубих порушень прав людини. Люди які вчиняли насильство також давали показання і могли прохати про амністію.